# Sinuapa
Sinuapa è un comune dell'Honduras facente parte del dipartimento di Ocotepeque.
Il comune figurava come entità autonoma già nella divisione territoriale del 1889.